# Dundas (Ontario)
Dundas es un pueblo que hace parte de la comunidad de la ciudad de Hamilton, Ontario, Canadá. Está ubicado en la orilla occidental del lago Ontario. La población se ha mantenido estable por décadas en alrededor de 20.000 habitantes principalmente porque no ha sido anexada el área rural del área de conservación del Valle de Dundas.

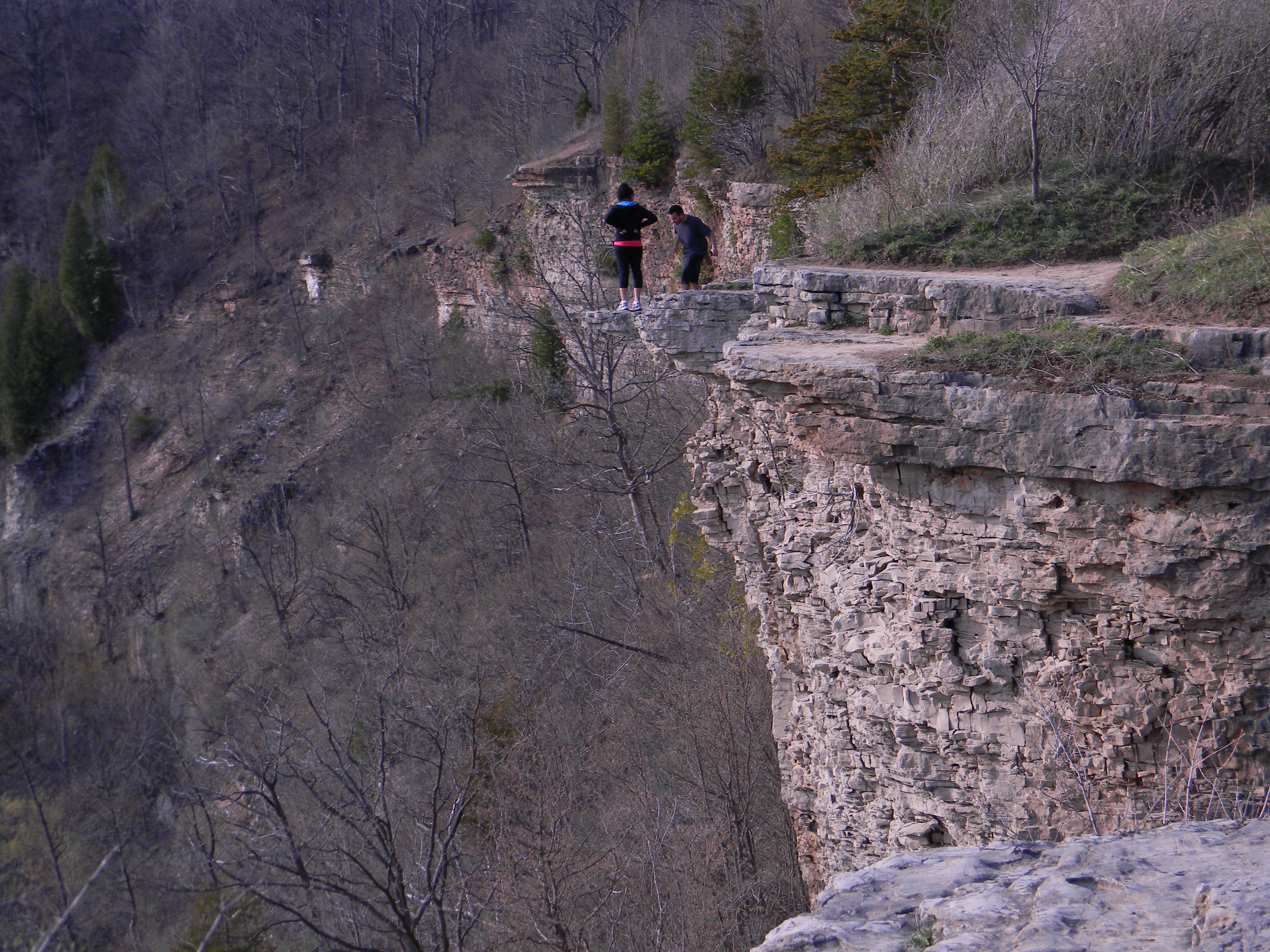
Dundas Peak